# فرمالیسم همگرایی گرانشی
در نسبیت عام، جرم نور را با پارامتر تأثیر، {\displaystyle b} و زاویه {\displaystyle {\hat {\alpha }}={\frac {4GM}{c^{2}b}}} منحرف می‌کند، که {\displaystyle G} ثابت گرانش، {\displaystyle M} جرم جسم منحرف کننده و {\displaystyle C} سرعت نور است. یکی از کاربردهای سادهٔ گرانش نیوتن می‌تواند عملکر نیمی از این مقدار را داشته باشد، که فرض می‌شود پرتو نور جسم جرم دار است و با چاه پتانسیل گرانشی پراکنده می‌شود.
در این شرایط نسبیت عام را می‌توان با گرانش خطی‌شده تقریب زد، انحراف باعث می‌شود تودهٔ جرم دار به تنهایی مانند یک بردار مجموع نقاط جرم دار نوشته شود که می‌شود انتگرال چگالی {\displaystyle \rho ~}، و اگر انحراف کم باشد می‌توان آن را به صورت پتانسیل گرانشی در طول مسیر منحرف شده توسط پتانسیل در طول مسیر منحرف نشده تقریب زد، همان‌طور که در تقریب بورن در مکانیک کوانتوم. انحراف می‌شود:
{\displaystyle {\vec {\hat {\alpha }}}({\vec {\xi }})={\frac {4G}{c^{2}}}\int d^{2}\xi ^{\prime }\int dz\rho ({\vec {\xi }}^{\prime },z){\frac {\vec {b}}{|{\vec {b}}|^{2}}},~{\vec {b}}\equiv {\vec {\xi }}-{\vec {\xi ^{\prime }}}}
که {\displaystyle z} خط دستگاه مختصات است و {\displaystyle {\vec {b}}} بردار پارامتر تأثیر مسیر پرتو از جسم بی‌نهایت کوچک {\displaystyle d^{2}\xi ^{\prime }dz\rho ({\vec {\xi }}^{\prime },z)} که در مختصات {\displaystyle ({\vec {\xi }}^{\prime },z)} قرار دارد.